# 1298 Nocturna
1298 Nocturna (1934 AE) là một tiểu hành tinh vành đai chính được phát hiện ngày 7 tháng 1 năm 1934 bởi Karl Wilhelm Reinmuth ở Heidelberg-Königstuhl State Observatory.